# Phrygillos
Phrygillos (in greco antico: Φρυγίλλος?), noto anche come Frigillo, (fl. V secolo a.C.) è stato un medaglista e un incisore di coni greco antico, attivo a Siracusa e in altre città della Sicilia ellenica e della Magna Grecia.

## Biografia
Esiste una gemma incisa, che rappresenta un Eros mentre gioca con gli astragali. La gemma reca la firma ΦΡVΓΙΛΛ. L'autenticità della gemma non è comunque certa.
Vengono attribuite a Phrigillos monete siracusane con la firma ΦΡΥΓΙΛΛΟΣ (tetradracmi) e ΦΡΥ (dracme e monete in bronzo).
Alcune monete hanno uno dei conii con firma di un altro artista, come ΕΥΘ (Euthimos ?) o ΕΥΑΡΧΙΔΑ (Euarchidas)
Esistono anche due monete di Thurium, due stateri, il primo presente al British Museum e l'altro catalogato come HN Italy 1881, che hanno le lettere ΦΡΥ. Percy Gardner suggerisce che si tratti di Phrygillos. Questa ipotesi non è sostenuta da Rutter et al. che notano che le differenze stilistiche non supportano questa ipotesi e propendono per un altro atelier il cui nome inizi con le stesse lettere.
Esistono inoltre monete con la lettera Φ coniate da alcuni centri della Magna Grecia: Heraclea, Terina, Velia etc.  Gardner ipotizza anche in questo caso che si possa trattare di Phrygillos. Anche in questo caso le opinioni degli studiosi più recenti non sostengono l'ipotesi.